# Cecílio Nena
Cecílio Alves Martins, melhor conhecido por Cecílio Nena, é um compositor e cantor brasileiro nascido em São Luís, Maranhão. Cecílio já compôs canções que foram gravadas por Zezé di Camargo & Luciano, Leandro & Leonardo, Chrystian & Ralf, Sérgio Reis, Reginaldo Rossi, Genival Lacerda,Irmãs Galvão, etc.
Algumas de suas composições são: "Temporal de Amor", "No Calor Dos Teus Abraços", "Cheiro de Shampoo", "Anarriê", "Pele de Maçã", "Boto pra Remexer". Em 2004 lançou seu álbum de estreia, chamado Sim ou Não.